# قرار مجلس الأمن التابع للأمم المتحدة رقم 35
قرار مجلس الأمن التابع للأمم المتحدة رقم 35، الصادر في 3 أكتوبر 1947، طلب أن يقوم الأمين العام بعقد وترتيب جدول عمل اللجنة المكونة من ثلاثة أعضاء والتي تم ترتيبها في قرار مجلس الأمن رقم 31 في أقرب وقت ممكن.
تم تمرير القرار بأغلبية تسعة أصوات وامتناع عضوين عن التصويت هما بولندا والاتحاد السوفيتي .